# یواس‌اس پاور (دی‌دی-۸۳۹)
یواس‌اس پاور (دی‌دی-۸۳۹) (به انگلیسی: USS Power (DD-839)) یک کشتی بود که طول آن ۳۹۰ فوت ۶ اینچ (۱۱۹٫۰۲ متر) بود. این کشتی در سال ۱۹۴۵ ساخته شد.